# Saint-Genix-sur-Guiers
Saint-Genix-sur-Guiers (Savoyaards: Sant-Genés) is een plaats en voormalige gemeente in het Franse departement Savoie (regio Auvergne-Rhône-Alpes) en telt 1817 inwoners (1999). De plaats maakt deel uit van het arrondissement Chambéry. Saint-Genix-sur-Guiers is op 1 januari 2019 gefuseerd met de gemeenten Gresin en Saint-Maurice-de-Rotherens tot de gemeente Saint-Genix-les-Villages. 

## Geografie
De oppervlakte van Saint-Genix-sur-Guiers bedraagt 12,3 km², de bevolkingsdichtheid is 147,7 inwoners per km². De rivier de Guiers stroomt bij Saint-Genix in de Rhône.
De onderstaande kaart toont de ligging van Saint-Genix-sur-Guiers met de belangrijkste infrastructuur en aangrenzende gemeenten.

## Demografie
Onderstaande figuur toont het verloop van het inwonertal (bron: INSEE-tellingen).